# Uramphisopus pearsoni
Uramphisopus pearsoni é uma espécie de crustáceo da família Phreatoicidae.
É endémica da Austrália.